# Dio (rapper)
Dio, artiestennaam van Diorno Dylyano Braaf (Amsterdam, 31 mei 1988), is een Nederlandse rapper. Hij is bekend van de nummers Dom, Lomp & Famous, Stuk, Tijdmachine en Aye.

## Biografie

### 2004-2006: Dubbel D
Dio begon in 2004 met rappen. Samen met Darryl vormde hij de groep 'Dubbel D'. Ze maakten onder meer het nummer Minderjarig. Kees de Koning, de baas van Top Notch, ontdekte Dio en Darryl en bood ze een contract aan. Omdat Dio daadwerkelijk minderjarig was, moest zijn moeder het contract tekenen. Vanwege omstandigheden thuis (Dio moest van zijn moeder eerst zijn school afmaken) ondertekende zij het contract echter niet. De Koning gaf het op en ging voorlopig door met Darryl. Na twee jaar viel 'Dubbel D' ook uit elkaar.

### 2007: doorbraak
Na de breuk met Darryll pakte hij de draad op door samen te gaan werken met artiesten (en producers) zoals The Opposites, Sef (van de Flinke Namen), Reverse en De Jeugd van Tegenwoordig.
In 2007 brak hij commercieel door met de track Dom, Lomp & Famous met The Opposites en Willie Wartaal. De single staat op het album Begin 20 van The Opposites en kwam ook op vele verzamelalbums te staan.
Dio bereikte in 2007 de finale van de Grote Prijs van Nederland waar hij de publieksprijs won, daarnaast won hij een Goude Greep Award (later State Award) voor belofte van het jaar, beste nummer (Dom, Lomp & Famous - The Opposites met Dio, Willie Wartaal) en beste clip (Dom, Lomp & Famous).

### 2008-heden: Top Notch
In 2008 maakte Dio samen met The Partysquad, Sef, Sjaak en Reverse het nummer Stuk. Het nummer diende ook gelijk als titelsong voor de film Alibi en bereikte een top 10-notering in de Nederlandse Top 40.
Dio bracht samen met Flinke Namen en The Opposites een mixtape uit getiteld Op Volle Toeren. Aan het einde van 2008 tekende Dio alsnog bij Top Notch. Ook bracht hij in 2008 de mixtape Tijdmachine uit, als voorproefje op zijn debuutalbum Rock-'n-Roll, dat ook in 2008 uitkwam en meteen breed werd omarmd. Giel Beelen noemde het zelfs 'het beste hiphopalbum van 2008'. Samen met Sef en wijlen The Madd bracht het albumhits als Baby, Aye Ft. Sef en Tijdmachine voort, samen goed voor ruim tien miljoen YouTube-views, TMF Awards en 3FM Awards, een nominatie voor Esquire's Best Geklede Man van het Jaar en hoge Top 40-noteringen.
Een succesvolle albumtournee volgde met als hoogtepunt een overvolle Alphatent op Lowlands 2009, twee jaar na verschijnen. In januari 2012 was Dio te zien als kandidaat in het AVRO-programma Wie is de Mol?. Daarnaast was hij te zien in programma's als Ali B op volle toeren en Ik hou van Holland.
In de zomer van 2012 verscheen Dio's tweede studioalbum Benjamin Braaf's Festival. Dit bandalbum resulteerde in een uitgebreide tournee waarbij alle grote podia en festivals werden bespeeld. Ook Lowlands werd voor een tweede maal aangedaan. Volgens velen heeft Dio met dit materiaal een van de beste bandshows van Nederland. Hij werd dan ook gevraagd als Ambassadeur van de Vrijheid en was een van de artiesten in een spectaculaire helikoptertournee op Bevrijdingsdag.
Op 31 mei 2015 (Dio's verjaardag) verscheen zijn album De Man, een zeer persoonlijke plaat waarop Dio de vinger probeert te leggen op de kwestie “waar zit ik precies in de ontwikkeling van een jongen naar een man” – de levensvragen van een jongeman. De connotatie van “De Man” zit hem vervolgens in het behalen van succes, absoluut geluk en rust, maar ook als afgeleide van de straatterm 'ergens de man in zijn'.  
Op het album staan twaalf nieuwe tracks met gastbijdragen van Jayh, Fit, Sef, Ronnie Flex, Willem (The Opposites), Rob Dekay, Idaly en Bokoesam.
Ondertussen werd Dio in september 2015 als eerste man ooit voor de tweede keer genomineerd door Esquire als bestgeklede man van Nederland. Rond die periode maakte hij samen met de rappers Big2, Adje, Hef, Cho en MocroManiak ook onderdeel uit van het gelegenheidscollectief Straight Outta Control, dat ter ere van de film over de fameuze rapgroep NWA (Niggaz Wit Attitude) een ep uitbracht. Tevens verschenen in het najaar de singles We Zijn Hier en Ronnie Flex afkomstig van Dio's album De Man en de single Zulke Dingen Doe je van I Am Aisha, waarop die een gastbijdrage deed. Beide tracks bereikten binnen een korte periode de status van gouden plaat.
In februari 2016 bedacht Dio het script voor de videoclip van zijn single De Man met MC Fit (afkomstig van het gelijknamige album), die hij ook zelf mederegisseerde. De clip/minifilm toont drie ambitieuze, talentvolle jonge sporters die in hun leven alles in het werk stellen om de beste te worden in wat ze doen; ze willen alle drie 'de man' zijn in hun eigen tak van sport.

## Discografie

### Albums
| Album                    | Verschijnen      | Label     | Hitlijsten | Hitlijsten | Hitlijsten | Hitlijsten | Opmerkingen |
| Album                    | Verschijnen      | Label     | BE (VL)    | BE (VL)    | NL         | NL         | Opmerkingen |
| Album                    | Verschijnen      | Label     | Piek       | Weken      | Piek       | Weken      | Opmerkingen |
| ------------------------ | ---------------- | --------- | ---------- | ---------- | ---------- | ---------- | ----------- |
| Rock & roll              | 28 november 2008 | Top Notch | —          | —          | 84         | 6          | Studioalbum |
| Benjamin Braafs Festival | 6 juli 2012      | Top Notch | —          | —          | 35         | 3          | Studioalbum |
| De man                   | 31 mei 2015      | Top Notch | —          | —          | 44         | 1          | Studioalbum |
| Venus                    | 23 juli 2017     | Top Notch | —          | —          | 35         | 2          | Studioalbum |

### Nummers met een notering in een hitlijst
| Lied                                                                               | Verschijnen                                                 | Album                            | Hitlijsten | Hitlijsten | Hitlijsten  | Hitlijsten  | Hitlijsten   | Hitlijsten   | Opmerkingen          |
| Lied                                                                               | Verschijnen                                                 | Album                            | BE (VL)    | BE (VL)    | NL (Top 40) | NL (Top 40) | NL (Top 100) | NL (Top 100) | Opmerkingen          |
| Lied                                                                               | Verschijnen                                                 | Album                            | Piek       | Weken      | Piek        | Weken       | Piek         | Weken        | Opmerkingen          |
| ---------------------------------------------------------------------------------- | ----------------------------------------------------------- | -------------------------------- | ---------- | ---------- | ----------- | ----------- | ------------ | ------------ | -------------------- |
| Dom, lomp en famous (met The Opposites en Willie Wartaal)                          | 16 augustus 2007                                            | Begin twintig                    | —          | —          | 21          | 6           | 23           | 11           |                      |
| Stuk (met The Partysquad, Sef, Sjaak en Reverse)                                   | 25 januari 2008                                             | —                                | —          | —          | 6           | 9           | 11           | 12           |                      |
| Tijdmachine (met Sef)                                                              | 9 januari 2009                                              | Rock & roll                      | —          | —          | 12          | 12          | 6            | 15           | Platina in Nederland |
| Licht van de laser (met The Partysquad, Sef en Sjaak)                              | 16 januari 2009                                             | Rock & roll                      | —          | —          | 28          | 5           | 11           | 9            |                      |
| Aye (met Sef)                                                                      | 3 april 2009                                                | Rock & roll                      | —          | —          | 26          | 5           | 26           | 8            | 3FM Megahit          |
| Baby (met The Madd)                                                                | 28 augustus 2009                                            | Rock & roll                      | —          | —          | —           | —           | 59           | 7            |                      |
| Cool (met Jayh en Reverse, remixversie met Jayh, Adonis, Kleine Viezerik en Kempi) | 25 november 2009 (originele single) 22 januari 2010 (remix) | Rock & roll                      | —          | —          | tip15       | —           | 69           | 1            |                      |
| Dansen in jou                                                                      | 9 maart 2012                                                | Benjamin Braafs Festival         | —          | —          | —           | —           | 57           | 2            |                      |
| Ze houdt van me (met Hadewych Minis)                                               | 1 juni 2012                                                 | Benjamin Braafs Festival         | —          | —          | —           | —           | 92           | 3            |                      |
| Radio                                                                              | 25 juni 2014                                                | —                                | —          | —          | tip6        | —           | —            | —            |                      |
| We zijn hier (met Jayh, Bokoesam en Ronnie Flex)                                   | 9 oktober 2015                                              | De man                           | —          | —          | —           | —           | 92           | 2            | Goud in Nederland    |
| Zulke dingen doe je (met I Am Aisha)                                               | 9 oktober 2015                                              | Geisha (ep van I Am Aisha)       | —          | —          | —           | —           | 95           | 4            |                      |
| Morgen weer (met Hef en Jonna Fraser)                                              | 19 december 2015                                            | 13 (van Hef)                     | —          | —          | —           | —           | 99           | 1            |                      |
| Onze jongens (gooi het op me) (met B-Brave en Spanker)                             | 18 november 2016                                            | —                                | —          | —          | tip13       | —           | 69           | 1            |                      |
| Vies (met Yung Internet)                                                           | 11 januari 2019                                             | Binnenstad 2 (van Yung Internet) | tip        | —          | —           | —           | —            | —            |                      |
| Luchtkastelen (met Gerson Main)                                                    | 21 februari 2020                                            | —                                | —          | —          | tip18       | —           | —            | —            | 3FM Megahit          |
| Perfect (met Glen Faria)                                                           | 3 juli 2020                                                 | —                                | —          | —          | tip13       | —           | —            | —            | 3FM Megahit          |

## Prijzen, wedstrijden en nominaties

### Prijzenkast
| Jaar | Prijs                     | Categorie                        | Muziek                                                 |
| ---- | ------------------------- | -------------------------------- | ------------------------------------------------------ |
| 2007 | Grote Prijs van Nederland | PublieksPrijs t.w.v 1000 euro    |                                                        |
| 2007 | Gouden Greep              | Belofte 2008                     |                                                        |
| 2007 | Gouden Greep              | Beste Nummer*                    | Dom, Lomp & Famous met The Opposites en Willie Wartaal |
| 2007 | Gouden Greep              | Beste Clip*                      | Dom, Lomp & Famous met The Opposites en Willie Wartaal |
| 2009 | FunX Award                | (4 weken op Nr. 1 in de XCharts) | Tijdmachine met Sef                                    |
| 2009 | TMF Awards                | TMF Borsato Award                |                                                        |
| 2009 | TMF Awards                | Beste Video                      | Aye met Sef                                            |

### Wedstrijden
| Jaar | Prijs           | Categorie          | Muziek                                                 | Plaats |
| ---- | --------------- | ------------------ | ------------------------------------------------------ | ------ |
| 2007 | 3VOOR12 Awards  | Song van het jaar* | Dom, Lomp & Famous met The Opposites en Willie Wartaal | 27     |
| 2008 | 3VOOR12 Awards  | Song van het jaar  | Het is je Boy met Voicst                               | 28     |
| 2009 | 3VOOR12 Awards  | Song van het jaar  | Tijdmachine met Sef                                    | 49     |
| 2009 | 3VOOR12 Awards  | Song van het jaar  | Baby met The Madd                                      | 53     |
| 2009 | Esquire's Award | best geklede man   |                                                        | 2      |

### Nominaties
| Jaar | Prijs               | Categorie                 | Muziek                                             |
| ---- | ------------------- | ------------------------- | -------------------------------------------------- |
| 2008 | State Awards 2008   | Beste Artiest             |                                                    |
| 2008 | State Awards 2008   | Beste Single*             | Stuk met The Partysquad, Sef en Sjaak              |
| 2008 | State Awards 2008   | Beste Mixtape             | Op volle Toeren met Flinke Namen & The Opposites   |
| 2008 | State Awards 2008   | Beste Clip                | Het is je Boy met Voicst                           |
| 2009 | 3FM Awards          | Beste Nieuwkomer          |                                                    |
| 2009 | 3FM Awards          | Beste Single              | Tijdmachine met Sef                                |
| 2009 | TMF Awards          | TMF Pure Award            |                                                    |
| 2009 | State Awards 2009   | Beste Artiest             |                                                    |
| 2009 | State Awards 2009   | Beste Album               | Rock & Roll                                        |
| 2009 | State Awards 2009   | Beste Live Act            |                                                    |
| 2009 | State Awards 2009   | Beste Single              | Tijdmachine' met Sef                               |
| 2009 | State Awards 2009   | Beste Video               | Aye met Sef                                        |
| 2009 | State Awards 2009   | Beste Video               | Licht van de Laser met The Partysquad, Sef & Sjaak |
| 2010 | 3FM Awards          | Beste Artiest Alternative |                                                    |
| 2010 | TMF Awards          | Beste Man                 |                                                    |
| 2010 | TMF Awards          | TMF Pure Award            |                                                    |
| 2010 | Edison Music Awards | Beste Single              | Tijdmachine met Sef                                |
| 2015 | Edison Music Awards | Beste Videoclip           | Radio                                              |

(*)= Dio staat op een paar tracks van andere rappers die een prijs voor die track hebben gewonnen.

## Shows
| Shows/toernees - 2008 - Show; Op Volle Toeren met The Opposites & Flinke Namen - 2009 - Toeren met The Madd - Show; En Toen was er Licht met Flinke Namen Voorprogramma's - 2008 - voor N.E.R.D in de Heineken Music Hall - 2009 - 2× voor Akon in de Heineken Music Hall & MECC - voor Lil' Wayne in de Heineken Music Hall |  | Optredens (selectie) - 3FM Awards - 3FM Awards 2009 - 3FM Awards 2010 - TMF Awards - TMF Awards 2007 - TMF Awards 2009 - Lowlands - Lowlands 2008 - Lowlands 2009 - Lowlands 2010 - Into The Great Wide Open 2012 - Oerol Festival 2012 - Appelpop - Appelpop 2012 - Appelpop 2015 - Ambassadeur van de Vrijheid - Helikopter Tour langs 5 festivals - Parkpop 2009 - Metropolis Festival 2009 |

### Gastoptredens
| Jaar | Nummer | Nummer | Album                                                     | Album                            |
| Jaar | Naam | met | Naam                                                      | Album                            |
| ---- | --- | --- | --------------------------------------------------------- | -------------------------------- |
| 2005 | Freestyle | Darryl | Straat Hits 2                                             | DJ MBA                           |
| 2006 | O Ik Heb Me Nikez                                                                                             | Darryl, BlexXx & Nino | Transmigratie                                             | Nino                             |
| 2007 | Dom, Lomp & Famous                                                                                            | WiWa & The Opposites | Begin 20                                                  | The Opposites                    |
| 2008 | -Wij zijn op Volle Toeren -Blijf Branden -Professioneel -Je Weet Niks -Het is je Boy -Ze Roepen -100% Vooraan | -The Opposites & Flinke Namen -The Opposites -The Opposites & Flinke Namen -Big2 -Voicst - -The Opposites, Sjaak, P. Fabergé & Sef | Op Volle Toeren Mixtape                                   | Flinke Namen, The Opposites, Dio |
| 2008 | -Beats Beuken -Flow                                                                                           | Sjaak | Total Los Vol.1                                           | The Partysquad                   |
| 2008 | Skud Skuddem                                                                                                  | Sjaak, Negativ & Sef | Hinderlijk                                                | Negativ                          |
| 2008 | Kan Niet Fokken met Ons                                                                                       | Sef & Turk | Be on de Kijk Uit Mixtape                                 | Turk                             |
| 2009 | Kampioen | Ado'nis & Big2 | Zin in!                                                   | Big2                             |
| 2009 | Cool | Jayh | Jayh.nl Extended                                          | Jayh                             |
| 2009 | Rol Je Raam Remix                                                                                             | Extince & Flinke Namen | Kunst & Vliegwerk                                         | Flinke Namen                     |
| 2009 | -Aye (Partysquad Remix) -Faya                                                                                 | Opposites & Damaru | Total Los Vol.2                                           | The Partysquad                   |
| 2009 | Mooie Dromen                                                                                                  | Kempi | Mixtape 3.2: Du Evolutie Van 'N Nigga +Du Collectors Item | Kempi                            |
| 2009 | Gedroomd | Big2 & Hef | Hefvermogen                                               | Hef                              |
| 2010 | Monnie | Turk & Sef | De Kassier                                                | FS Green & Turk                  |
| 2010 | -Zo Speciaal -Blijf Mezelf                                                                                    | - -Jiggy Dje | Goed Ontmoet                                              | SirOJ                            |

## Videoclips
| Jaar | Nummer        | Nummer                                 | Director           | Album        |
| Jaar | Naam          | met                                    | Director           | Album        |
| ---- | ------------- | -------------------------------------- | ------------------ | ------------ |
| 2008 | Het is je Boy | Voicst                                 | Habbekrats Reclame | Rock-'n-Roll |
| 2008 | Tijdmachine   | Sef                                    | Habbekrats Reclame | Rock-'n-Roll |
| 2009 | Aye           | Sef                                    | Habbekrats Reclame | Rock-'n-Roll |
| 2009 | Baby          | The Madd                               | Opslaan Als        | Rock-'n-Roll |
| 2009 | Cool          | Jayh                                   | Opslaan Als        | Rock-'n-Roll |
| 2010 | Cool Remix    | Jayh, Ado'nis, Kleine Viezerik & Kempi | Opslaan Als        |              |

### Gastoptredens
| Jaar | Nummer             | Nummer                         | Director           | van            |
| Jaar | Naam               | met                            | Director           | van            |
| ---- | ------------------ | ------------------------------ | ------------------ | -------------- |
| 2007 | Dom, Lomp & Famous | The Opposites & Willie Wartaal | Habbekrats Reclame | The Opposites  |
| 2008 | Stuk               | Sef, Partysquad & Sjaak        | Habbekrats Reclame | The Partysquad |
| 2009 | Licht Van De Laser | Partysquad, Sjaak& Sef         | Habbekrats Reclame | The Partysquad |

## Televisie en film
In januari 2012 was Dio te zien als kandidaat in het AVRO-programma Wie is de Mol?. In de tweede aflevering werd hij geëlimineerd. Ook was hij te zien in Ali B op volle toeren, waarin hij een rapversie maakte van George Bakers hit Una paloma blanca, die op zijn beurt een nieuwe versie maakte van Dio's Tijdmachine.
Dio is te zien in de film Hartenstraat uit 2014.
Dio was in 2016 finalist in het 17e seizoen van het programma Expeditie Robinson. In het voorjaar van 2022 was Dio na zes jaar te zien in het speciale seizoen Expeditie Robinson: All Stars, waarin oud (halve)finalisten de strijd met elkaar gaan om de ultieme Robinson te worden. Hij viel ditmaal als vierde af en eindigde daarmee op de dertiende plaats. In het najaar van 2022 was hij te zien in het spelprogramma De Invasie van België.
In 2024 deed Dio samen met Géza Weisz mee aan het televisieprogramma De grote muziekquiz. In 2025 deden zij bovendien samen mee aan Hunted VIPS. Weisz werd daar vlak voor de extractie ingerekend, maar Dio wist te ontsnappen en werd zo medewinnaar van het programma. Ook deed Dio in 2025 samen met Anne-Mar Zwart mee aan het televisieprogramma That's my jam.